# Chile i olympiska vinterspelen 1988
Chile deltog med 5 deltagare vid de olympiska vinterspelen 1988 i Calgary. Ingen av landets deltagare erövrade någon medalj.